# Microregione di Curimataú Oriental
Curimataú Oriental è una microregione dello Stato di Paraíba in Brasile, appartenente alla mesoregione di Agreste Paraibano.

## Comuni
Comprende 7 comuni:
- Araruna
- Cacimba de Dentro
- Casserengue
- Dona Inês
- Riachão
- Solânea
- Tacima